# Atractides georgiensis
Atractides georgiensis är en kvalsterart som beskrevs av Herbert Habeeb 1957. Atractides georgiensis ingår i släktet Atractides och familjen Hygrobatidae. Inga underarter finns listade.